# Dauphin Lake
Dauphin Lake är en sjö i Kanada.   Den ligger i provinsen Manitoba, i den sydöstra delen av landet, 1 900 km väster om huvudstaden Ottawa. Dauphin Lake ligger 258 meter över havet. Arean är 520 kvadratkilometer. Den sträcker sig 59,2 kilometer i nord-sydlig riktning, och 34,4 kilometer i öst-västlig riktning.
Följande samhällen ligger vid Dauphin Lake:
- Ste. Rose du Lac (1 023 invånare)

Trakten runt Dauphin Lake är nära nog obefolkad, med mindre än två invånare per kvadratkilometer.